# Battle Studies
Battle Studies è il quarto album in studio del cantautore statunitense John Mayer, pubblicato il 17 novembre 2009.

## Tracce
1. Heartbreak Warfare – 4:30
2. All We Ever Do Is Say Goodbye – 4:35
3. Half of My Heart (con Taylor Swift) – 4:10
4. Who Says – 2:56
5. Perfectly Lonely – 4:28
6. Assassin – 5:14
7. Crossroads – 2:29 (Robert Johnson)
8. War of My Life – 4:15
9. Edge of Desire – 5:32
10. Do You Know Me – 2:30
11. Friends, Lovers or Nothing – 5:59

Traccia bonus iTunes
1. I'm on Fire – 2:52 (Bruce Springsteen)

## Formazione
- John Mayer - voce, chitarra elettrica, chitarra acustica, tastiera, percussioni
- Steve Jordan - batteria, percussioni (5, 6, 8, 10, 11), cori
- Pino Palladino - basso (tutte le tracce eccetto 2, 7 e 8)

### Musicisti aggiuntivi
- Sean Hurley - basso (2, 7 e 8)
- Ian McLagan - hammond (5, 9 e 11), wurlitzer (5 e 8), pianoforte (10 e 11), organo (4), celesta (4)
- Jamie Muhoberac - tastiera (1 e 9)
- Robbie McIntosh - chitarra elettrica (2)
- Waddy Wachtel - chitarra acustica (3)
- Bob Reynolds - sassofono (11)
- Bryan Lipps - tromba (11)
- Taylor Swift - voce (3)